# Pessinki fjällurskog
Pessinki fjällurskog är ett naturreservat i Kiruna och Pajala kommuner i Norrbottens län.
Reservatet har en areal på 972 kvadratkilometer och inrättades år 2000 i dåvarande Pessinki naturreservat. Området ligger till största delen inom Vittangi skogssamebys område. Pessinki ligger cirka 8 mil norr om Pajala.

## Geologi
Området ligger på urberggrund. Den består av gnejser, graniter och dioriter. I Pessinki fjällurskog finns ett antal kursudalar. Det är trånga, djupa dalar, smältvatten från inlandsisen. Dalgången Saatukkakursu har frodig vegetation utefter bäcken i ravinens botten. En annan kursudal är Haljukursu, som består av två grenar och totalt är över tre mil lång.

## Växt- och djurliv
I den nordliga delen växer fjällbjörkskog med myrar och sjöar. I söder och öster växer barrurskog. Utpostväxter i Saatukkakursu är bland annat den nordliga rariteten polargullpudra, samt svartkämpar och lundarv.
I Pessinki fjällurskog är djurlivet rikt. Björn, järv och lodjur finns i området. Mer än 90 fågelarter har setts. Myrar och sjöar är bra platser för sjöfågel och vadare och sångsvan och sjöorre är allmänna. Vadare som dvärgbeckasin, myrsnäppa finns i området. Det finns en stam av utter och en stam av bisam, samt hermelin och mård i reservatet.